# Stenodema laevigata
Stenodema laevigata is een insect uit de familie blindwantsen (Miridae). De soort werd voor het eerst wetenschappelijk beschreven door Carl Linnaeus in 1758. 
De naam "graswantsen" wordt ook vaak als overkoepelende term gebruikt voor deze en andere vergelijkbare wantsen, onder andere uit de geslachten Stenodema en Notostira, die aan diverse grassen zuigen.

## Beschrijving
Deze wants is, wanneer volgroeid, aanvankelijk lichtbruin van kleur, maar kleurt tegen de herfst - vlak voordat de overwintering begint - wat donkerder. In de lente verkleuren de dieren juist weer naar groen; op deze manier zijn ze steeds het best aangepast aan de kleur van de grassen in hun leefomgeving.
De lengte van de imagines is ongeveer 11 millimeter, met een zeer langgerekt lichaam dat maar weinig op de meeste andere wantsen lijkt. Het halsschild en de kop vormen een driehoekig deel en de kraalachtige ogen zitten achter de tasters. Op het achterlijf is een strepenpatroon aanwezig van vleugeladeren. De nimfen lijken op de ouderdieren maar zijn kleiner, geelbruin van kleur en missen vleugels.

## Leefwijze
Stenodema laevigata is phytofaag en zuigt uitsluitend aan planten van de familie Poaceae, vooral van de geslachten Alopecurus, Dactylis, Festuca, Holcus, Agrostis, Deschampsia, Triticum en Secale; de adulten veelal alleen aan de onrijpe zaden, de nimfen ook aan stengels en blad. De dieren overwinteren als imago in de strooisellaag of in graspollen. De bevruchting van de wijfjes vindt pas in het voorjaar plaats en de eitjes worden rond juni-juli afgezet in de bloeiwijzen van de waardplanten. De nieuwe imagines verschijnen eind juli - begin augustus.

## Algemeen
De graswants leeft tussen lagere planten tussen wat drogere grasachtige begroeiing en is in Nederland en België zeer algemeen. Ook in andere delen van Europa komt deze wants voor. Ook in zoute omgevingen is de graswants te vinden, zoals in duingebieden en kwelders. Deze soort zit graag prominent op de bovenzijde van bladeren te zonnen, om zo op te warmen en sneller te worden.

## Afbeeldingen

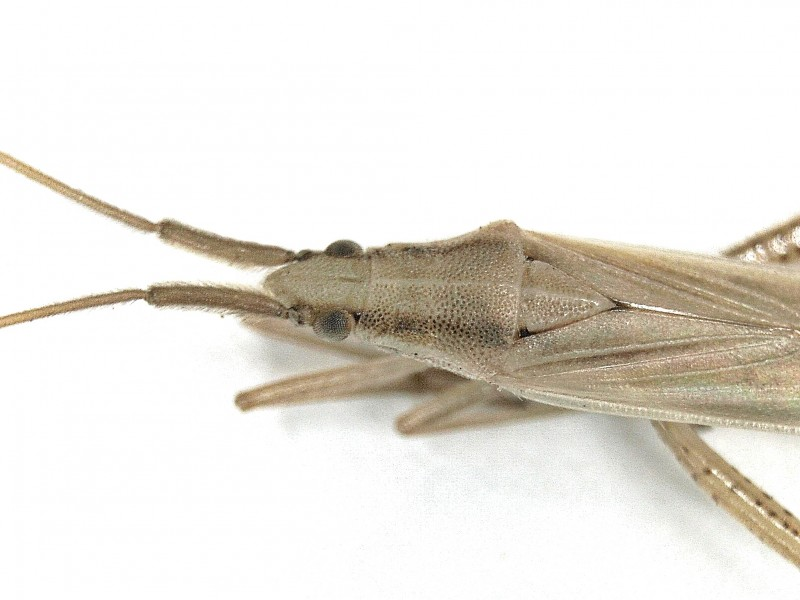
detail kop
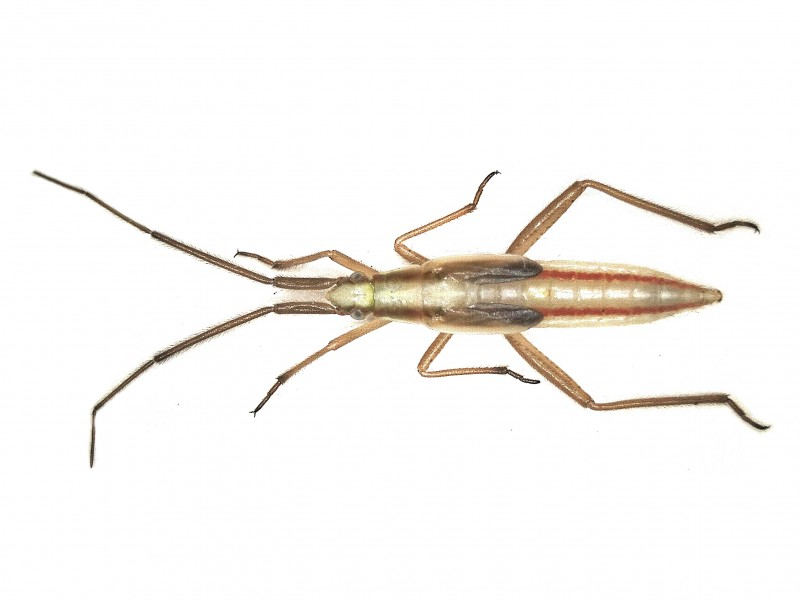
nimf
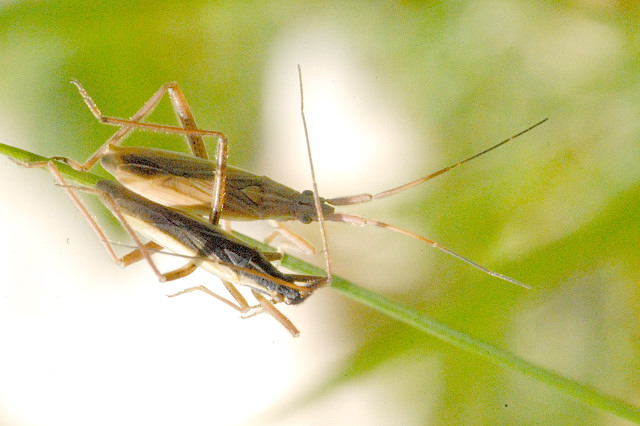
mannetje en vrouwtje